# Lilltjärnen (Hede socken, Härjedalen, 693387-135033)
Lilltjärnen är en sjö i Härjedalens kommun i Härjedalen och ingår i Ljusnans huvudavrinningsområde.